# Бонне, Ригобер

Карта Ост-Индии работы Бонне, Париж, 1771

Ригобер Бонне (1727—1795) — один из наиболее значительных французских картографов XVIII века.
В 1773 году сменил Жака-Николя Беллена на посту Королевского картографа в отделе гидрографии картографического бюро французского флота. На этом посту Бонне создал наиболее детальные и точные карты своего времени. Работы Бонне представляют собой важный шаг в развитии картографии от украшательства XVII и начала XVIII века к более детальной и практически ориентированной эстетике. В частности, Бонне отказался от таких обычных в XVIII веке стилистических особенностей как ручная раскраска карты, декоративные рисунки и роза ветров.
До настоящего времени карты Бонне сохранили своё историческое и эстетическое значение.

## Основные работы
- Карты для атласа Гийома Рейналя Atlas de toutes les parties connues du Globe Terrestre (с фр. — «Атлас всех известных частей Земного шара» , Женева, 1780).
- Карты для Atlas Encyclopedique… (с фр. — «Энциклопедический атлас...», 2 тома, Париж, 1788).